# Chiasmognathus orientanus
Chiasmognathus orientanus är en biart som först beskrevs av Warncke 1983.  Chiasmognathus orientanus ingår i släktet Chiasmognathus och familjen långtungebin. Inga underarter finns listade i Catalogue of Life.